# Diarylidgult

C.I. Pigment Yellow 83

Diarylidgult, eller diarylamidgult, är en grupp syntetiska, organiska disazo-pigment med diklorobensidin i sin struktur, som omfattar kulörer från grönaktigt till rödaktigt gul. Det är en grupp pigment som används mest i tryckfärg, men även i vissa målarfärger, såväl inom hantverk som i konstnärsfärger.
Det första patentet på ett pigment i den här gruppen kom 1911 med C.I. Pigment Yellow 13, men då just detta visade sig ha otillräcklig ljusäkthet dröjde det till 1935 innan patentet togs i bruk. Efterhand har fler pigment i gruppen utvecklats.
C.I. Pigment Yellow 83 (PY83) är ett av de mer använda i målarfärger i denna grupp. Beroende på typ uppvisar det skiftande resultat gällande ljusäkthet; från utmärkt i varianten PY83–HR70, som därmed även är lämplig för konstnärsfärger, ned till måttlig. Det är ett av de normalt förekommande pigmenten i färgtillverkarnas brytsystem för målarfärg.
| Pigment Yellow 12 | 21090 | Varmt orangetonad gul                                                    | [ 1 ] [ 2 ]       |
| Pigment Yellow 13 | 21100 | Gul, kan dra åt grönt eller rött                                         | [ 1 ] [ 2 ]       |
| Pigment Yellow 14 | 21095 | Gul med dragning åt grön                                                 | [ 1 ] [ 2 ]       |
| Pigment Yellow 17 | 21105 | Citrongul                                                                | [ 1 ] [ 2 ]       |
| Pigment Yellow 55 | 21096 | Något omättad gul som drar åt rött                                       | [ 1 ] [ 2 ]       |
| Pigment Yellow 83 | 21108 | Varmt orangetonad gul, mörkare i masston och mer neutral gul i underton. | [ 1 ] [ 2 ] [ 6 ] |